# Illange
Illange là một xã trong vùng Grand Est, thuộc tỉnh Moselle, quận Thionville-Est, tổng Yutz. Tọa độ địa lý của xã là 49° 19' vĩ độ bắc, 06° 10' kinh độ đông. Illange nằm trên độ cao trung bình là 178 mét trên mực nước biển. Xã có dân số vào thời điểm 1999 là 2130 người. Illange nằm khoảng 4 km về phía đông nam của Thionville.